# Gerhard
Gerhard er et drengenavn, der stammer fra oldhøjtysk Gêrhart, der betyder "hårdt spyd". Navnet findes også i versionerne Gerhart, Gerhardt og Gerard. Omkring 700 danskere bærer et af disse navne ifølge Danmarks Statistik. Det findes også i kortformen Gert.
Navnet anvendes også som efternavn.

## Kendte personer med navnet

### Fornavn
- Gerhard 1., Gerhard 2., Gerhard 3., Gerhard 4., Gerhard 5., Gerhard 6. og Gerhard 7., holstenske grever.
- Gerhard Bonnier, tysk-dansk boghandler og forlagsstifter.
- Gerard Butler, skotsk skuespiller.
- Gérard Depardieu, fransk skuespiller.
- Gerhard Domagk, tysk læge og nobelprismodtager.
- Gerhard Friedle, østrigsk entertainer, bedre kendt som DJ Ötzi.
- Gerhart Hauptmann, tysk forfatter og nobelprismodtager.
- Gerhard Heilmann, dansk billedkunstner og palæontolog.
- Gerard Kuiper, amerikansk astronom.
- Gerhard Nielsen, dansk tv-mand.
- Gérard de Nerval, fransk digter og oversætter.
- Gerhard Schepelern, dansk dirigent og musikforfatter.
- Gerhard Schröder, tysk politiker.
- Gerard Way, amerikansk sanger i My Chemical Romance.

### Efternavn
- Johann Gerhard, tysk teolog.
- Lisa Gerrard, australsk sanger.
- Roberto Gerhardt, spansk komponist.
- Steven Gerrard, engelsk fodboldspiller.

## Navnet anvendt i fiktion
- Gerhard Gearløs er far til Georg Gearløs i Anders And-universet.
- Visions of Gerard er titlen på en roman fra 1963 af Jack Kerouac.